# Ашања
Ашања је насеље у Србији у општини Пећинци у Сремском округу. Према попису из 2022. било је 1253 становника.
Насеља забележених под овим именом било је више. Ашања је 1714. године забележена као насељена. Касније је опустела, па се опет 1756. јавља као насељена и то као мало насеље са 18 домова. Каснијих година је приметан раст становништва.
Овде се налази Амбар са котобањом у Ашањи.

## Историја
У Ашањи су први људи 1855. године били на листи пренумераната једне књиге. Читалачку публику су чинили: поп Марко Маринковић, учитељ Павел Цар, трговац Филип Хуфнагел, шумар Ранко Јанковић, и граничарски официри - подофицири, Трифон Станковић оберлајтант, стражмештер Живојин Бошковић и занатлије - ћурчије Ефтимије Петровић и Јосиф Радојчић.

## Демографија
У насељу Ашања живи 1189 пунолетних становника, а просечна старост становништва износи 40,0 година (38,7 код мушкараца и 41,4 код жена). У насељу има 481 домаћинство, а просечан број чланова по домаћинству је 3,09.
Ово насеље је великим делом насељено Србима (према попису из 2002. године), а у последња три пописа, примећен је пораст у броју становника.
|  |

| Демографија | Демографија | Демографија |
| Година      | Становника  | Становника  |
| ----------- | ----------- | ----------- |
| 1948.       | 1.468       |             |
| 1953.       | 1.465       |             |
| 1961.       | 1.608       |             |
| 1971.       | 1.455       |             |
| 1981.       | 1.481       |             |
| 1991.       | 1.486       | 1.475       |
| 2002.       | 1.488       | 1.512       |

| Етнички састав према попису из 2002.‍ | Етнички састав према попису из 2002.‍ | Етнички састав према попису из 2002.‍ | Етнички састав према попису из 2002.‍ | Етнички састав према попису из 2002.‍ |
| ------------------------------------ | ------------------------------------ | ------------------------------------ | ------------------------------------ | ------------------------------------ |
|                                      |                                      |                                      |                                      |                                      |
| Срби                                 | Срби                                 |                                      | 1.360                                | 91,39%                               |
| Роми                                 | Роми                                 |                                      | 52                                   | 3,49%                                |
| Словаци                              | Словаци                              |                                      | 38                                   | 2,55%                                |
| Југословени                          | Југословени                          |                                      | 10                                   | 0,67%                                |
| Немци                                | Немци                                |                                      | 7                                    | 0,47%                                |
| Хрвати                               | Хрвати                               |                                      | 5                                    | 0,33%                                |
| Румуни                               | Румуни                               |                                      | 1                                    | 0,06%                                |
| Бошњаци                              | Бошњаци                              |                                      | 1                                    | 0,06%                                |
| Албанци                              | Албанци                              |                                      | 1                                    | 0,06%                                |
| непознато                            | непознато                            |                                      | 7                                    | 0,47%                                |

| Година пописа     | 1948. | 1953. | 1961. | 1971. | 1981. | 1991. | 2002. |
| ----------------- | ----- | ----- | ----- | ----- | ----- | ----- | ----- |
| Број домаћинстава | 358   | 360   | 400   | 391   | 435   | 458   | 481   |

| Број чланова      | 1  | 2   | 3  | 4  | 5  | 6  | 7 | 8 | 9 | 10 и више | Просек |
| ----------------- | -- | --- | -- | -- | -- | -- | - | - | - | --------- | ------ |
| Број домаћинстава | 93 | 108 | 86 | 93 | 67 | 28 | 4 | 1 | 1 | 0         | 3,09   |

| Пол    | Укупно | Неожењен/Неудата | Ожењен/Удата | Удовац/Удовица | Разведен/Разведена | Непознато |
| ------ | ------ | ---------------- | ------------ | -------------- | ------------------ | --------- |
| Мушки  | 622    | 185              | 379          | 39             | 19                 | 0         |
| Женски | 615    | 102              | 376          | 123            | 14                 | 0         |
| УКУПНО | 1.237  | 287              | 755          | 162            | 33                 | 0         |

| Пол    | Укупно                    | Пољопривреда, лов и шумарство | Рибарство                            | Вађење руде и камена | Прерађивачка индустрија       |
| ------ | ------------------------- | ----------------------------- | ------------------------------------ | -------------------- | ----------------------------- |
| Мушки  | 368                       | 181                           | 0                                    | 0                    | 64                            |
| Женски | 177                       | 73                            | 0                                    | 0                    | 19                            |
| УКУПНО | 545                       | 254                           | 0                                    | 0                    | 83                            |
| Пол    | Производња и снабдевање   | Грађевинарство                | Трговина                             | Хотели и ресторани   | Саобраћај, складиштење и везе |
| Мушки  | 5                         | 16                            | 39                                   | 5                    | 23                            |
| Женски | 0                         | 0                             | 24                                   | 6                    | 5                             |
| УКУПНО | 5                         | 16                            | 63                                   | 11                   | 28                            |
| Пол    | Финансијско посредовање   | Некретнине                    | Државна управа и одбрана             | Образовање           | Здравствени и социјални рад   |
| Мушки  | 1                         | 4                             | 4                                    | 8                    | 6                             |
| Женски | 2                         | 8                             | 8                                    | 10                   | 16                            |
| УКУПНО | 3                         | 12                            | 12                                   | 18                   | 22                            |
| Пол    | Остале услужне активности | Приватна домаћинства          | Екстериторијалне организације и тела | Непознато            | Непознато                     |
| Мушки  | 4                         | 0                             | 0                                    | 8                    | 8                             |
| Женски | 2                         | 0                             | 0                                    | 4                    | 4                             |
| УКУПНО | 6                         | 0                             | 0                                    | 12                   | 12                            |